# Amaurobius ferox
Amaurobius ferox es una especie de araña del género Amaurobius, familia Amaurobiidae. Fue descrita científicamente por Walckenaer en 1830.
Se distribuye por Francia, Reino Unido, Alemania, Estados Unidos, Países Bajos, Bélgica, Canadá, Australia, Hungría, Austria, Suiza, Suecia, Dinamarca, Italia, Luxemburgo, España, Polonia, Irlanda, Croacia, Chequia, Eslovenia, Rumania, Portugal, Afganistán, Bulgaria, Ucrania, India, México, Rusia y Eslovaquia. La especie se mantiene activa durante todos los meses del año.